# غاري الكسندر
غاري الكسندر (بالإنجليزية: Gary Alexander)‏ (15 أغسطس 1979 في المملكة المتحدة - ) هو مدرب كرة قدم ولاعب كرة قدم بريطاني في مركز الهجوم. لعب مع سويندون تاون ونادي برينتفورد ونادي ميلوول وهال سيتي ووست هام يونايتد ونادي كرولي تاون ونادي ليتون أورينت وإيه أف سي ويمبلدون ونادي بيرتن ألبيون ونادي إكزتر سيتي وغرينتش بورو ‏.

## وصلات خارجية
- غاري الكسندر على موقع قاعدة بيانات كرة القدم.إي يو (الإنجليزية)
- غاري الكسندر على موقع Soccerbase.com (لاعب) (الإنجليزية)